# Phylloctenium
Phylloctenium é um género botânico pertencente à família Bignoniaceae.
É um género endémico de Madagascar

## Sinonímia
- Paracolea Baill.

### Espécies
- Phylloctenium bernieri
- Phylloctenium decaryanum